# Trouville-sur-Mer
Trouville-sur-Mer ist ein französisches Seebad mit 4624 Einwohnern (Stand 1. Januar 2022) im  Département Calvados in der Normandie. Es liegt etwa 200 km nordwestlich von Paris entfernt an der feinsandigen Küste des Ärmelkanals.

## Geschichte
Im Gegensatz zu Deauville, einem Ort in unmittelbarer Nachbarschaft am anderen Ufer der Touques und 1859 vom Architekten Brunet auf dem Reißbrett entworfen, ist Trouville ein historisch gewachsener Fischerhafen. Während Deauville mit Regatten und Pferderennen früh Urlauber anlockte und mit einer Eisenbahnverbindung von Paris aufwartete, konnte Trouville erst die Aufmerksamkeit der Städter auf sich lenken, als Eugène Cornuché im ausgehenden 19. Jahrhundert dort ein Spielcasino eröffnete. Sukzessive wurde der Ort beliebter, wovon zahlreiche Prachtbauten der Jahrhundertwende zeugen. Für Touristen aus England wurde ein (heute nicht mehr vorhandener) Pier angelegt, der die Passagiere der Fähren aus Le Havre aufnehmen sollte. 1934 hat Max Horkheimer Trouville als exklusiven Ferienort für Oberschichten – „Großbourgoisie“, „Millionäre“ – charakterisiert. Ein bekanntes Grand Hotel am Pier war Roches Noires. Darin hat Marcel Proust im September 1893 zusammen mit seiner Mutter Urlaub gemacht; und Trouville wurde – zusammen mit Cabourg – zum Vorbild für den mondänen Badeort „Balbec“ im Roman Auf der Suche nach der verlorenen Zeit. Später hat die Schriftstellerin Marguerite Duras im Roches Noires eine Wohnung besessen.
Eine architektonisch herausragende Villa, die vom Schauspieler Gérard Depardieu gekauft wurde, heißt Les Muriers und gehörte Geneviève Straus (1849–1926), einer Tochter des Komponisten Fromental Halévy und Gattin des Komponisten Georges Bizet. Diese Villa, die auf einem der Hänge gelegen ist, die Trouville umgeben, zeigt paradigmatisch den normannischen Profanbaustil, der zum Synonym der Architektur der Bade- und Kurorte in Europa wurde.
In der Villa Montebello befindet sich heute das Musée de Trouville mit stadthistorisch und kunstgeschichtlich interessanten Exponaten.
Der niederländische Gartengestalter Arend Jan van der Horst gestaltete in Trouville den Garten einer Fischerhütte.
Die Côte Fleurie („Blumenküste“) zwischen Honfleur und Trouville gilt als Wiege des Impressionismus. Dort arbeiteten Künstler wie Eugène Boudin und Claude Monet.
Das aktuelle Logo der Stadt wurde entworfen von dem Grafikdesigner Raymond Savignac, zu dessen Ehren die Strandpromenade seit 2001 benannt ist.

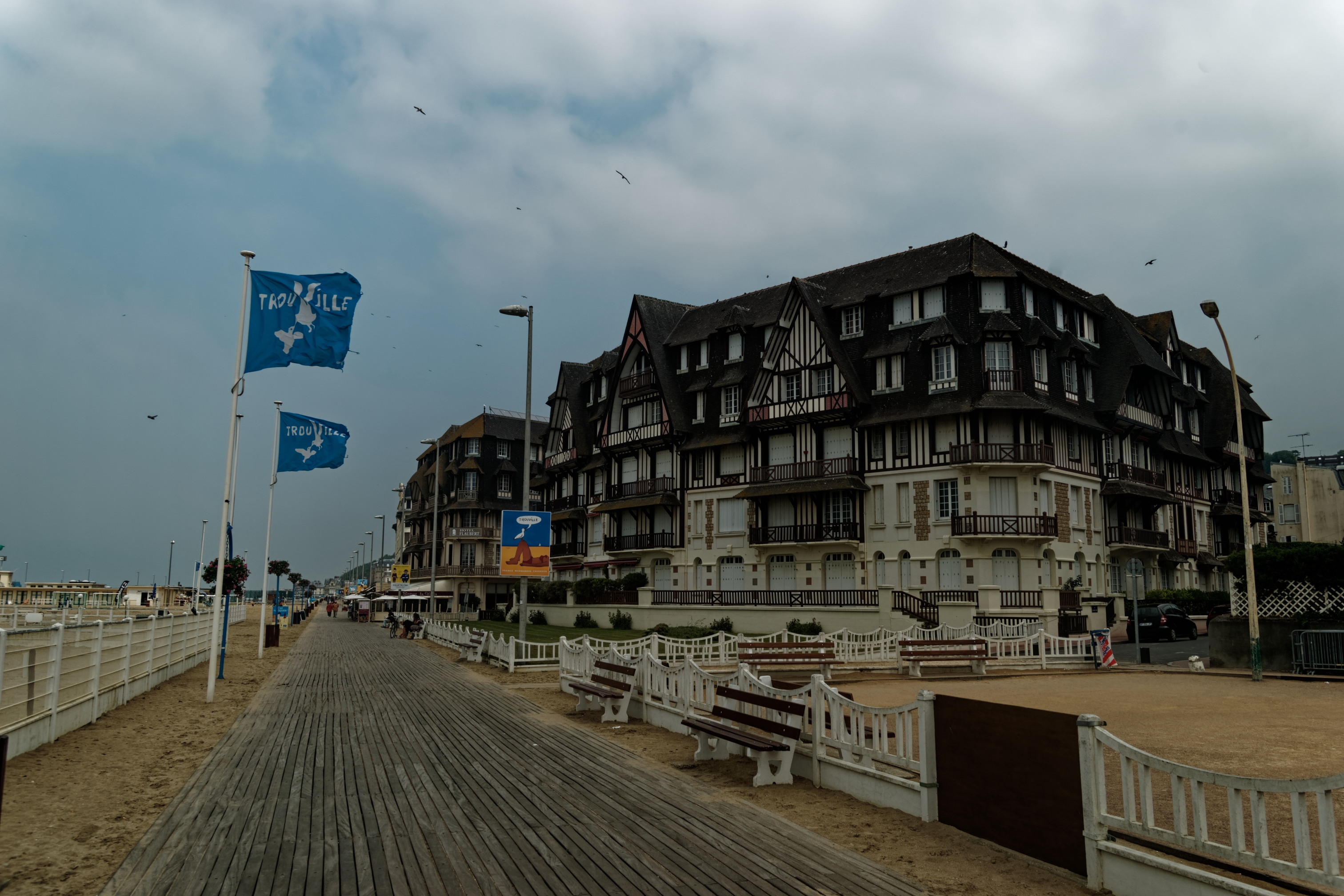
Das Logo der Stadt, hier auf Fahnen an der Promenade
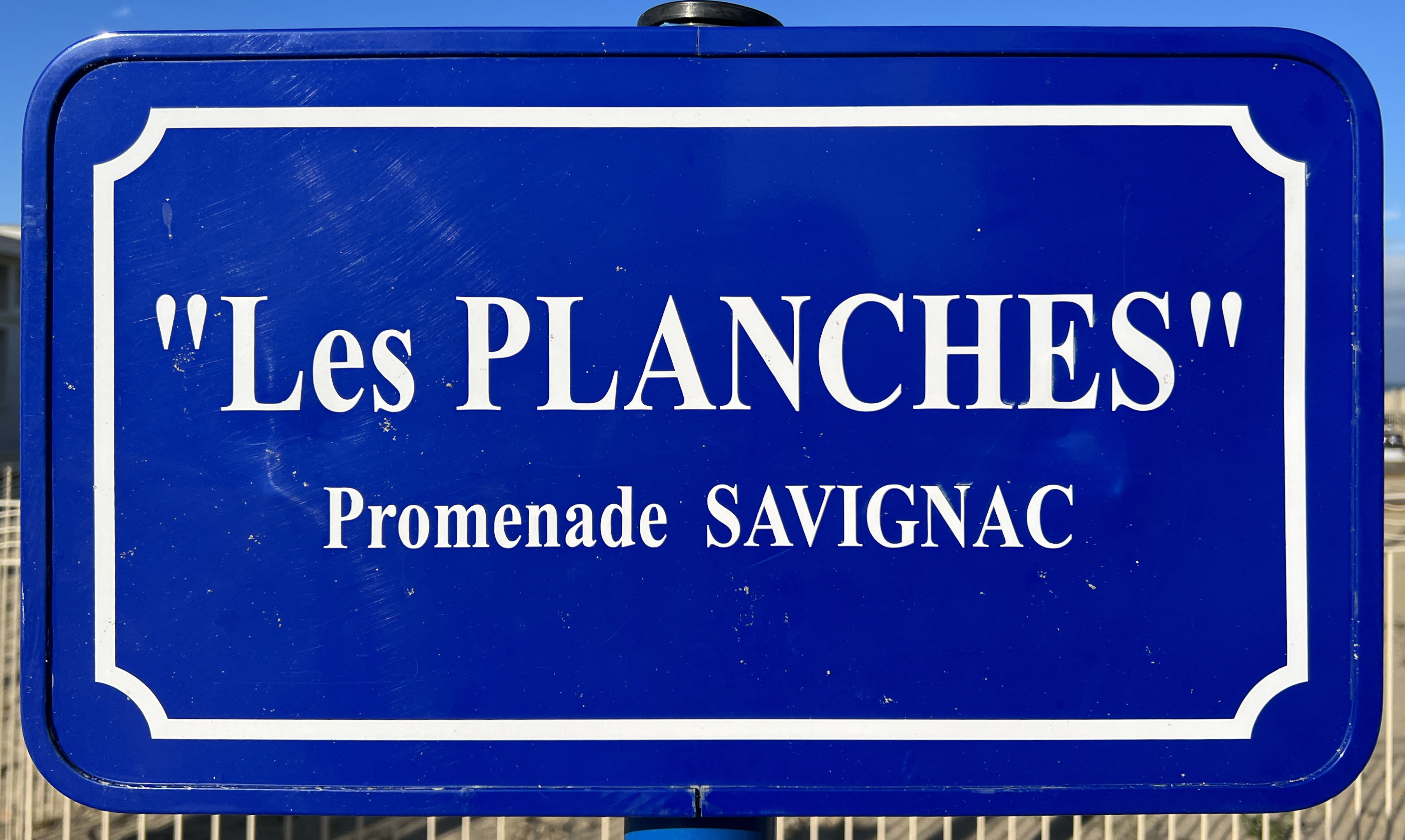

### Bevölkerungsentwicklung
| Jahr                       | 1962 | 1968 | 1975 | 1982 | 1990 | 1999 | 2007 | 2018 |
| Einwohner                  | 6622 | 6429 | 6618 | 6008 | 5607 | 5411 | 4928 | 4614 |
| Quellen: Cassini und INSEE |      |      |      |      |      |      |      |      |

## Sehenswürdigkeiten
- Fischhalle, erbaut 1936 (Monument historique)

## Städtepartnerschaften
Trouville pflegt Partnerschaften mit Barnstaple im Vereinigten Königreich und mit Vrchlabí in Tschechien.

## Persönlichkeiten
- Julien Hasley (1898–1971), Autorennfahrer

## Trouville in der Malerei

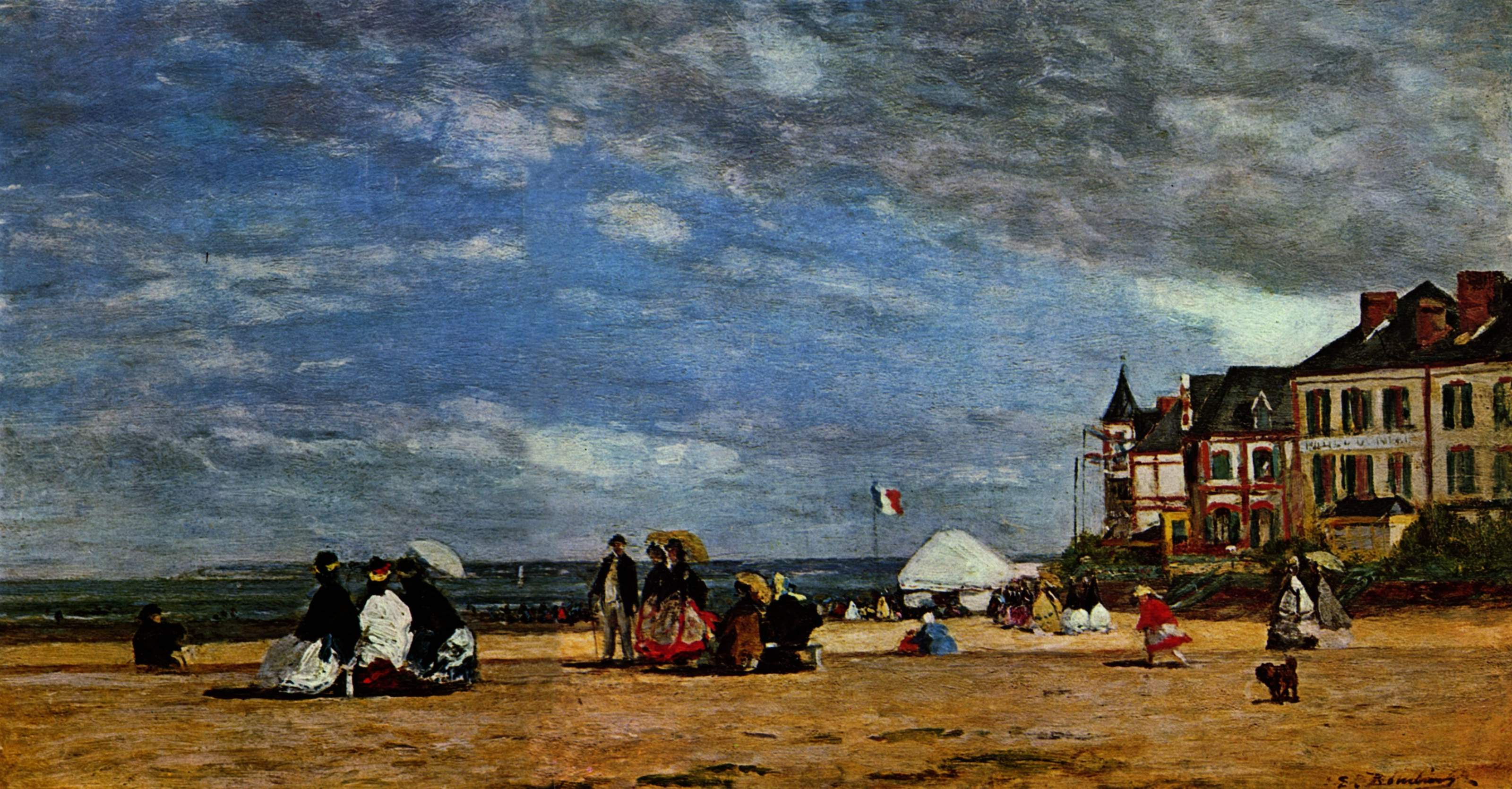
Eugène Boudin: La plage de Trouville Der Strand von Trouville (1864)
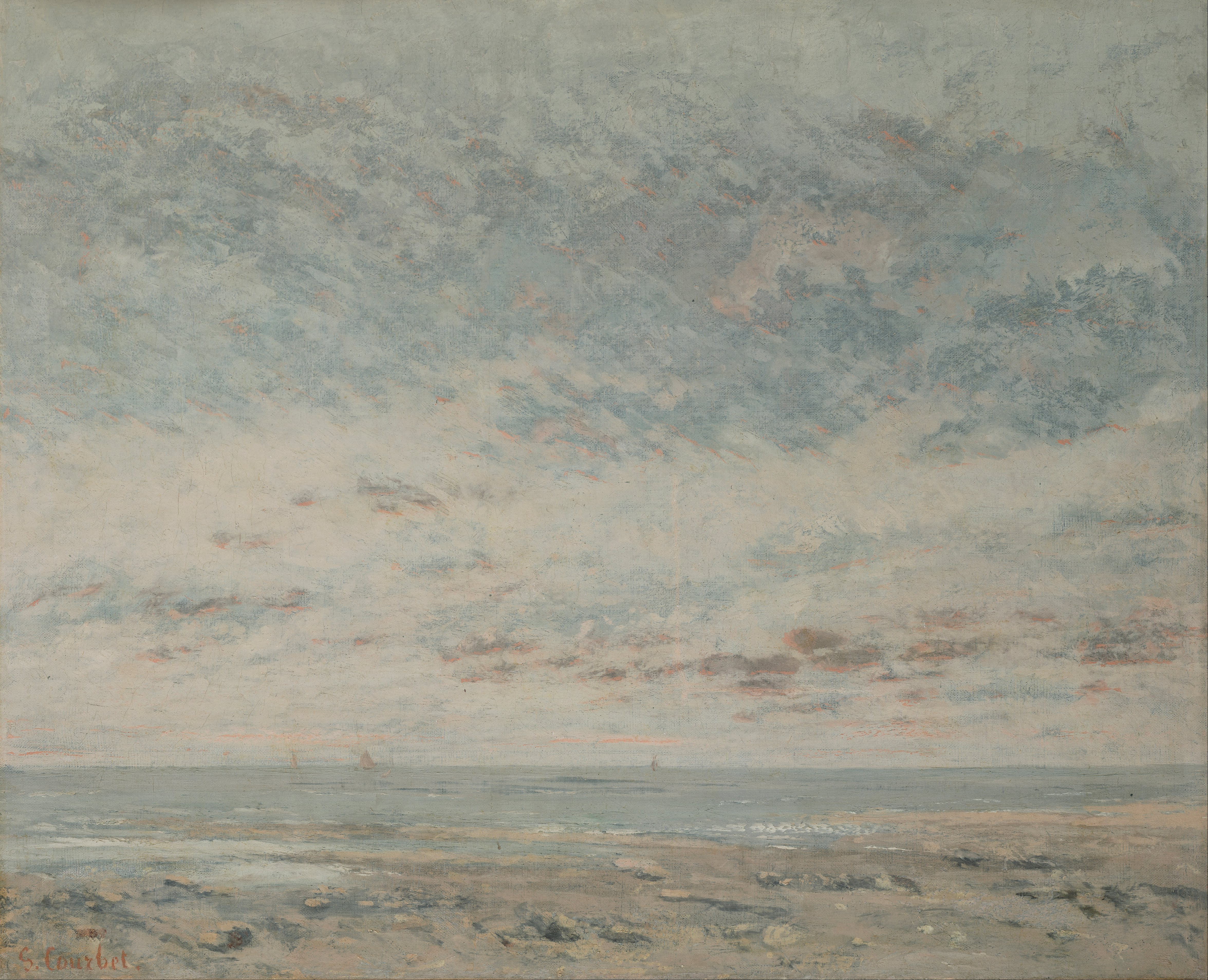
Gustave Courbet: Marée basse à Trouville Ebbe bei Trouville (1865)
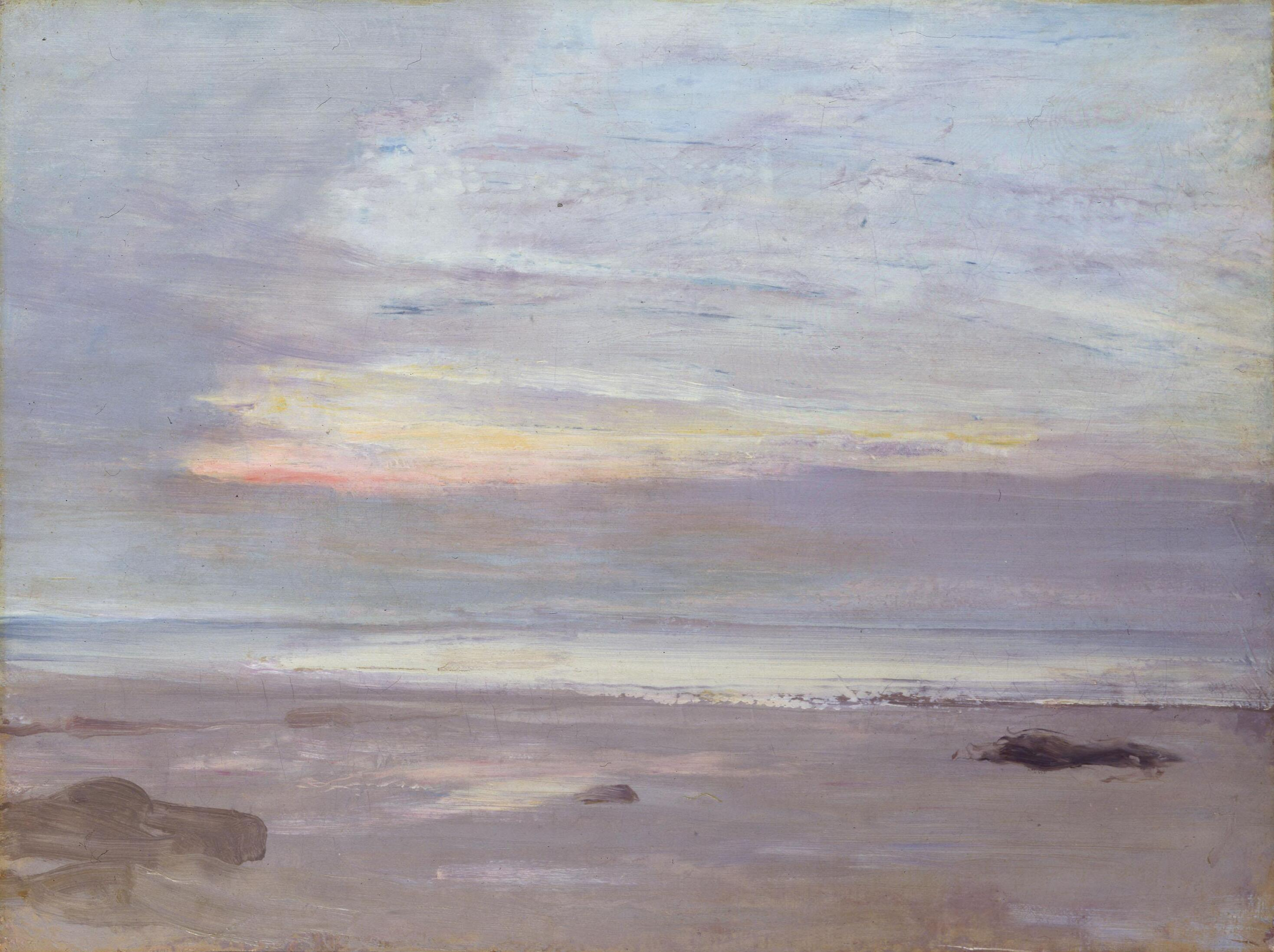
James Abbott McNeill Whistler: Crepuscule in Opal, Trouville (1865)
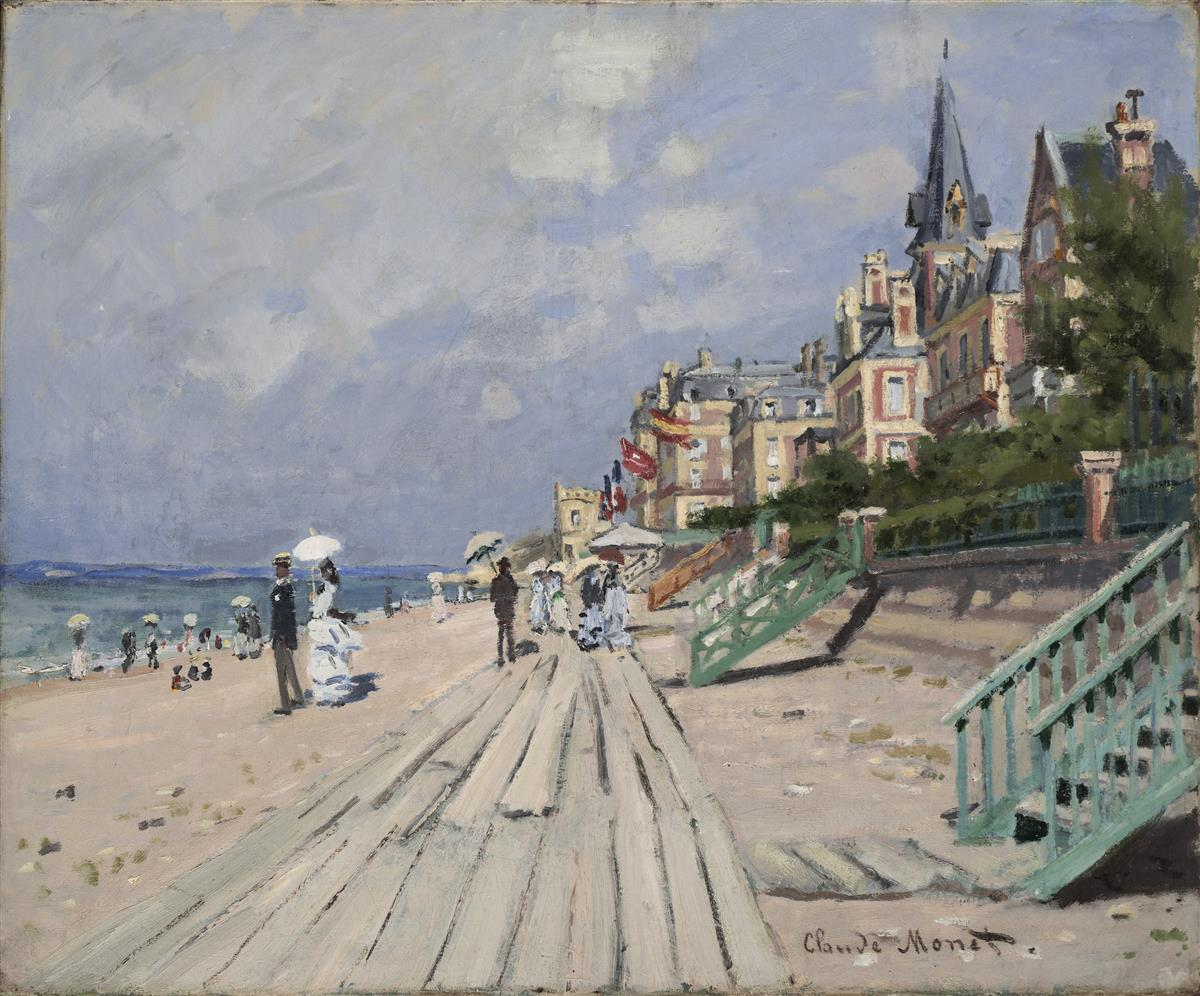
Claude Monet: La promenade à Trouville Die Promenade in Trouville (1870)
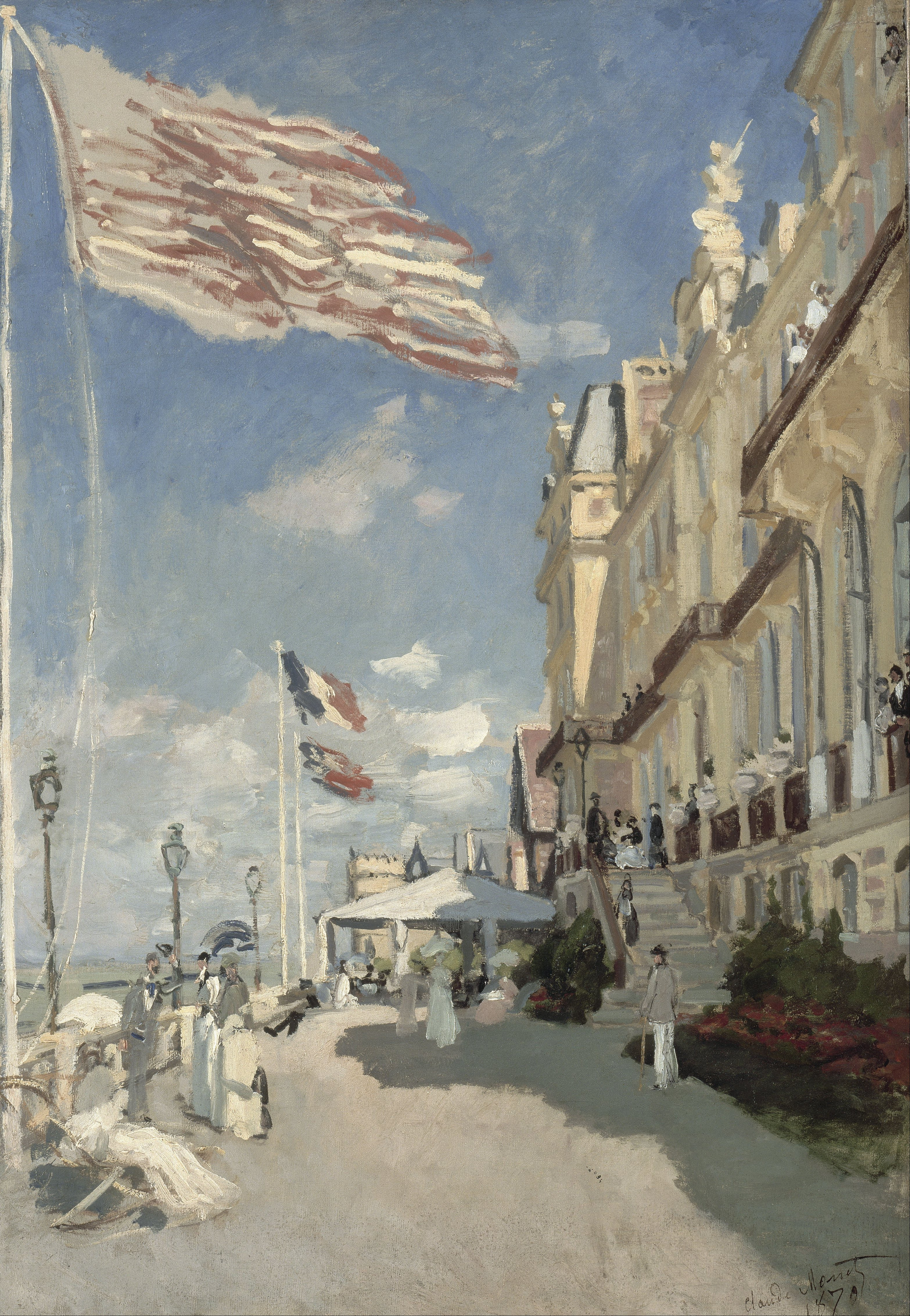
Claude Monet: Hôtel des Roches Noires (1870)

## Trouville im Film
- 1952: Pläsier (Le Plaisir). – Regie: Max Ophüls. – In der dritten Episode „Das Modell“: Die Rahmenhandlung, in der der Maler Jean die inzwischen gelähmte, im Rollstuhl sitzende Josephine auf den „Planches“ entlang schiebt.
- 1972: Wir werden nicht zusammen alt (Nous ne vieillirons pas ensemble). – Regie: Maurice Pialat. – Auf der Rückfahrt von ihrem Ausflug nach Honfleur machen Jean und Catherine noch einen Abstecher an den Strand von Trouville.
- 1981: Agatha ou les lectures illimitées. – Regie: Marguerite Duras. – Innenaufnahmen aus der Lounge des Roches Noires, Außenaufnahmen des – außerhalb der Saison – menschenleeren Strandes und der dort befindlichen Anlagen.
- 1988: Encore (Once More). – Regie: Paul Vecchiali. – Die am 15. Oktober 1983 spielende, 10-minütige, in einer Einstellung gedrehte Episode: Der Protagonist des Films, Louis, begegnet am Strand von Trouville nacheinander vier Frauen seines vergangenen Lebens.
- 2019: Die schönsten Jahre eines Lebens (Les plus belles années d’une vie). – Regie: Claude Lelouch. – Eigentlich führt Annes und Jean-Louis’ Weg auf den Spuren ihrer Vergangenheit sie nach Deauville, aber ein paar Einstellungen sind auch am Strand von Trouville gedreht.[4]